# Le Houlme
Le Houlme är en kommun i departementet Seine-Maritime i regionen Normandie i norra Frankrike. Kommunen ligger i kantonen Notre-Dame-de-Bondeville som tillhör arrondissementet Rouen. År 2022 hade Le Houlme 4 127 invånare.

## Befolkningsutveckling
Antalet invånare i kommunen Le Houlme
| Referens: INSEE |